# Ч
Ч je cirilska črka nejasnega izvora. Verjetno je povezana z glagolsko črko  (»červ«). Izgovarja se tako kot slovenski č in se tako tudi prečrkuje v slovensko latinico. V nekaterih drugih jezikih uporabljajo tudi drugačno prečrkovanje, npr.: ch, tch ali tsch.
Tradicionalno ime te črke je červ ali črv (червь, чрьвь), v novejšem času pa se bolj uporablja ime če.
| tiskano | pisano |
| ------- | ------ |
| Ч ч     | Ч ч    |

Zanimivost: Franc Serafin Metelko je v svoji pisavi, metelčici, za glas č uporabil črko , ki je praktično enaka cirilski črki Ч, kar je bil najverjetneje poglavitni razlog za njeno prepoved.